# 沖縄県教育委員会
沖縄県教育委員会（おきなわけんきょういくいいんかい）は、沖縄県の教育委員会である。沖縄県内の教育に関する事務を所掌する行政委員会であり、6人の委員で構成される。2022年現在の教育長は、半嶺　満。広義では、執行機関である教育委員会事務局を含めて教育委員会と呼ぶこともある。

## 組織
- 総務課
- 教育支援課
- 施設課
- 学校人事課
- 県立学校教育課
- 義務教育課
- 保健体育課
- 生涯学習振興課
- 文化財課
- 働き方改革推進課

## 所在地
- 〒900-8571 沖縄県那覇市泉崎1-2-2 沖縄県庁舎13階

## 教員採用試験に関する問題
2008年度沖縄県公立学校教員採用試験（2007年実施）の教職教養および一部の教科の専門試験の合否に関わるミスを教育委員会により発表。当時の教育長も含めた謝罪が行われた。すでに2次試験の合否発表を終えていたために、合否に影響のあった203名を対象に追加試験を行い、当初最終合格予定者数よりも143人も多く合格とした。そのため、ずさんな管理体制の他に、今後の教員の採用数に影響の懸念されると多く指摘された。
教育委員会は調査機関を設置し、以降もミスを防ぐようチェック体制の強化し、今後の志願者に不平等にならないよう合格者の縮小は行わないことを発表した。

## 参考・外部リンク
- 沖縄県教育委員会